# 초저밀도 지질단백질
초저밀도 지질단백질(超低密度脂質蛋白質, 영어: very low-density lipoprotein, VLDL)은 간에서 생성되는 지질단백질의 일종으로, 여기서 밀도는 세포 외 수분에 대한 밀도를 의미한다. 초저밀도 지질단백질은 지방과 콜레스테롤이 혈액 내에서 이동할 수 있도록 하는 5가지 주요 지질단백질 그룹(킬로미크론, 초저밀도 지질단백질, 저밀도 지질단백질, 중간밀도 지질단백질, 고밀도 지질단백질) 중 하나이다. 초저밀도 지질단백질은 간에서 트라이글리세라이드, 콜레스테롤, 아포지질단백질로부터 만들어진다. 초저밀도 지질단백질은 혈액에서 저밀도 지질단백질(LDL) 및 중간밀도 지질단백질(IDL)로 전환된다. 초저밀도 지질단백질 입자의 직경은 30~80 nm이다. 초저밀도 지질단백질은 내인성 산물을 수송하는 반면 킬로미크론은 외인성(식이) 산물을 수송한다. 2010년대 초반에 초저밀도 지질단백질의 지질 조성과 단백질 조성이 매우 상세하게 밝혀졌다.

## 기능
초저밀도 지질단백질은 내인성 트라이글리세라이드, 인지질, 콜레스테롤, 콜레스테릴 에스터를 운반한다. 초저밀도 지질단백질은 지질에 대한 신체의 내부 수송 메커니즘으로 기능한다. 또한 형태형성 물질인 인디언 헤지호그 (단백질)과 같은 소수성 세포 간 메신저의 장거리 수송에 사용된다.

## 혈액순환 중 변화
간에서 방출되는 초기 초저밀도 지질단백질(VLDL)에는 아포지질단백질 B100, 아포지질단백질 C-I(apoC-I), 아포지질단백질 E(apoE), 콜레스테롤, 콜레스테릴 에스터, 트라이글리세라이드가 포함되어 있다. 혈액을 순환하면서 초저밀도 지질단백질은 아포지질단백질 C-II(apoC-II)와 고밀도 지질단백질(HDL)로부터 공여된 추가적인 아포지질단백질 E(apoE)를 얻는다. 이 시점에서 초기 초저밀도 지질단백질은 성숙한 초저밀도 지질단백질이 된다. 일단 순환하면 초저밀도 지질단백질은 신체의 모세혈관층(지방, 심장, 골격근)에서 지질단백질 라이페이스(LPL)과 접촉하게 된다. 지질단백질 라이페이스는 저장 또는 에너지 생산을 위해 초저밀도 지질단백질로부터 트라이글리세라이드를 제거한다. 초저밀도 지질단백질은 이제 아포지질단백질 C-II가 고밀도 지질단백질로 다시 이동한(그러나 아포지질단백질 E는 유지됨) 고밀도 지질단백질과의 백업을 충족한다. 고밀도 지질단백질은 또한 콜레스테릴 에스터 전달 단백질(CETP)을 통해 인지질 및 트라이글리세라이드와 교환하여 콜레스테릴 에스터를 초저밀도 지질단백질로 전달한다. 지질단백질 라이페이스(LPL)와 콜레스테릴 에스터 전달 단백질(CETP)의 작용으로 인해 초저밀도 지질단백질로부터 점점 더 많은 트라이글리세라이드가 제거됨에 따라 분자의 구성이 변화하여 초저밀도 지질단백질(VLDL)은 중간밀도 지질단백질(IDL)이 된다.
중간밀도 지질단백질(IDL)의 50%는 아포지질단백질 B100(apoB100)과 아포지질단백질 E(apoE)가 함유하고 세포 내 섭취되기 때문에 간세포의 수용체에 의해 인식된다. 중간밀도 지질단백질의 나머지 50%는 아포지질단백질 E를 잃는다. 콜레스테롤의 함량이 트라이글리세라이드의 함량보다 높아지면 중간밀도 지질단백질은 저밀도 지질단백질이 되며 아포지질단백질 B100이 1차 아포지질단백질이 된다. 저밀도 지질단백질(LDL)은 세포 내 섭취에서 LDL 수용체를 통해 세포 내로 흡수되어 내용물이 저장되거나 세포막 구조로 사용되거나 스테로이드 호르몬 또는 담즙산과 같은 다른 생성물로 전환된다.

## 같이 보기
- 킬로미크론
- 저밀도 지질단백질 (LDL)
- 중간밀도 지질단백질 (IDL)
- 고밀도 지질단백질 (HDL)
- 복합 고지혈증
- 지질 프로필